# Богдан Пачинський
Богдан Пачинський (нар. 8 лютого 1940 — пом. 19 квітня 2007) — польський астроном і астрофізик. Досліджував еволюцію зір, акреційні диски, гравітаційне мікролінзування і гамма-спалахи.

## Наукові дослідження та біографія

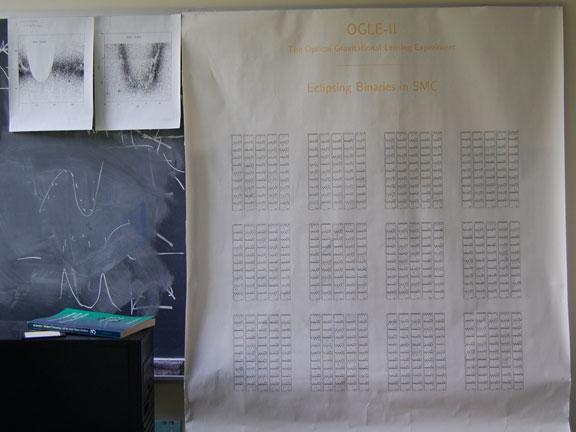
Табличка та плакат проєкту OGLE у кімнаті Богдана Пачинського в Прінстонському університеті

Пачинський народився у Вільнюсі 8 Лютого 1940. Його батько був адвокатом, а мати була вчителькою польської літератури. Під час німецької окупації (1941—1944) родина залишилася в Литві. У 1945—1947 роках жили в Кракові, потім переїхали до Москви, а в 1949 році — у Варшаву.
У віці 18 років Пачинський опублікував свою першу наукову статтю про подвійні зорі в журналі Acta Astronomica. У 1959 він вступив до Варшавського університету, в 1962 році здобув ступінь магістра, а в 1964 році — доктора філософії. Його науковим керівником був Стефан Пйотровський.
У 1964 році одружився з Ганною Адамською.
З 1962 по 1982 рік працював в Астрономічному підрозділі Польської академії наук (у 1975 році перейменовано на Астрономічний центр Миколая Коперника). В 1974 році склав габілітацію, а в 1979 став професором. Його першим докторантом був Януш Зюлковський, з яким Пачинський, зокрема, досліджував міриди й походження планетарних туманностей. Восени 1968 року Пачинський працював в інституті JILA в Боулдері, штат Колорадо. Тоді він опублікував цикл статей про еволюцію зір.
У 1971 році Пачиньський опублікував оглядову статтю «Еволюційні процеси в тісних подвійних системах», яка стала дуже впливовою й цитованою.
У 1972 році Пачинський, Юзеф Смак і Роберт О'Делл з Чиказького університету запропонували створити центр Астрономічний центр Миколая Коперника. У 1974 році Пачинський став директором цього Центру й залишався на посаді близько року. Зокрема, він відповідав за придбання комп'ютера PDP-11/45. У віці 36 років став наймолодшим членом Польської академії наук в історії. У 1974 році він опублікував першу статтю про гравітаційне лінзування. Досліджував гравітаційне лінзування разом з Міхалом Ярошинським і Мареком Абрамовичем. У той час Пачинський часто їздив до США.
Під час воєнного стану Пачинський перебував у Калтеху і вирішив залишитися в США. Він отримав пропозицію роботи на факультеті астрофізики Прінстонського університету, там він і працював до кінця свого життя. У 1982—1989 роках був професором, а з 1989 року очолював кафедру астрофізики Лаймана Спітцера. На той час Пачинський був вже громадянином Польщі та Америки.

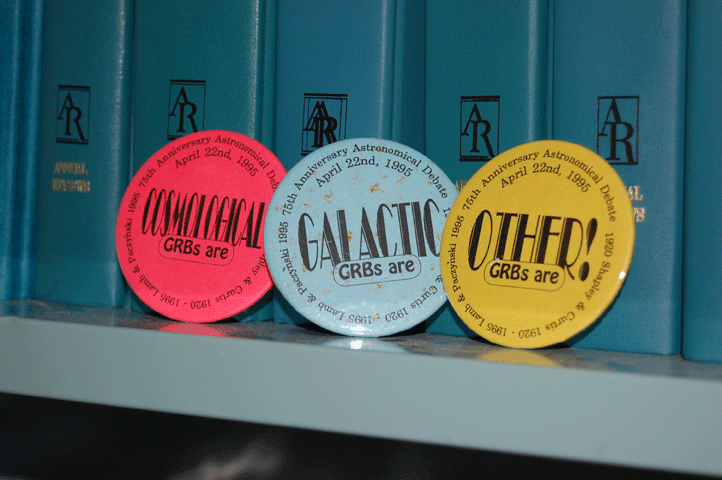
Три значки з дебатів про гамма-спалахи 1995 року. Людей в аудиторії попросили після дебатів проголосувати та прикріпити відповідний тег: гамма-спалахи — космологічні (червоний), галактичні (блакитний), іншу (жовтий).

У середині 1980-х років Пачинський почав працювати над проєктами, які принесли йому найбільші успіхи в житті. Він висунув гіпотезу про космологічне походження гамма-спалахів. У 1986 році він опублікував статтю в ApJL, припускаючи, що спалахи відбуваються на космологічних відстанях, за межами нашої Галактики. У 1995 році, в 75-ту річницю «великої суперечки» між Гебером Кертісом і Харлоу Шеплі про природу спіральних туманностей, Богдан Пачинський і Дональд Лемб обговорювали природу гамма-спалахів та відстані до них у тому самому історичному залі Національного музею Природничої історії у Вашингтоні. Модератором дискусії був британський королівський астроном Мартін Ріс. Лемб відстоював близьке походження спалахів, а Пачинський — далеке. Результатом дебатів була оголошена нічия, але незабаром результати нових спостережень повністю підтвердили точку зору Пачинського.

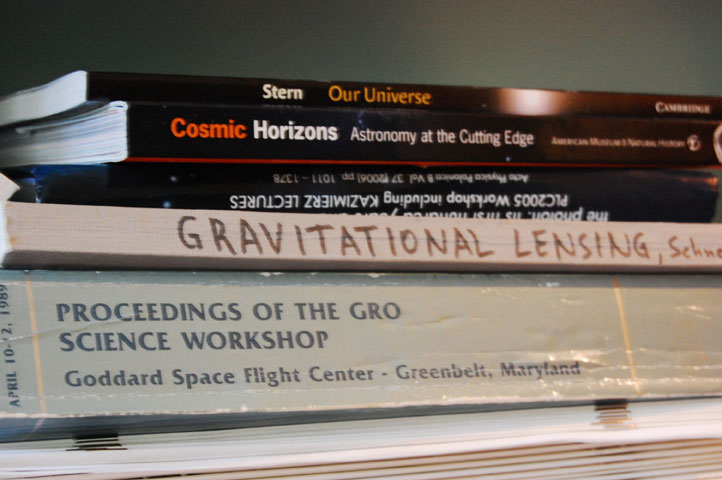
Звіти в кімнаті Богдана Пачинського в Прінстонському університеті

Разом із Гжегожем Пойманьським він керував проєктом All Sky Automated Survey (ASAS).
У 2005 році Богдан Пачиньський був серед першовідкривачів планети OGLE-2005-BLG-390L b.
Останні чотири роки життя Пачинський хворів на гліому головного мозку (ліва частина мозку). Проте він зберіг чудову здатність засвоювати ідеї та придумувати нові, навіть попри проблеми з обчисленнями. У цей час він опублікував низку статей, у тому числі «Астрономія з малими телескопами». Він вважав, що астрономи мають знайти метод раннього попередження про потенційно небезпечні комети та астероїди. Запропонував організувати на Землі мережу малих телескопів. Вважав, що в точці лібрації L1 слід розмістити телескоп, який дозволить спостерігати за астероїдами, що можуть непомітно підлітати до Землі з боку Сонця.
Опублікував понад 200 рецензованих наукових робіт, які до 2022 року цитувалися понад 30 000 разів. Його найбільш цитована (понад 3000 разів до 2022 року) публікація датується 2004 роком і називається «Місія спостереження за гамма-спалахами Swift». Друга за кількістю цитувань (понад 1300 разів до 2022 року) — праця 1986 року, де він був єдиним автором, під назвою «Гравітаційне мікролінзування галактичним гало».

### Гравітаційне мікролінзування
У 1980-х роках він запропонував метод гравітаційного мікролінзування для пошуку темних об'єктів. У публікації 1986 року він стверджував, що навіть якщо гравітаційне мікролінзування не буде виявлено, дані, зібрані таким чином, будуть використані для відкриття багатьох змінних зір.
Ініціював проєкт OGLE (англ. Optical Gravitational Lensing Experiment) у співпраці між Варшавою, Прінстоном і Карнегі[прояснити] під керівництвом Анджея Удальського.
У лютому 2008 року журнал «Science» опублікував посмертну статтю «Відкриття аналога Юпітера/Сатурна за допомогою гравітаційного мікролінзування», з Пачинським серед авторів. У цій статті повідомляється про відкриття планетної системи, схожої на Сонячну систему, навколо зорі OGLE-2006-BLG-109. П'ята і шоста планети цієї системи, були відкриті методом аналізу гравітаційного мікролінзування.

## Наукові стажування
- 1962—1963: асистент астрономії, Лікська обсерваторія, Каліфорнійський університет
- 1964 (два місяці): Спостерігач, Белградська астрономічна обсерваторія, Югославія
- 1965 (два місяці): спостерігач, Observatoire de Haute-Provence, Франція
- 1966 (один місяць): запрошений вчений, Паризька обсерваторія, Франція
- 1968—1969: Запрошений науковий співробітник, JILA, Університет Колорадо, Боулдер
- 1970 (два місяці): запрошений вчений, Інститут теоретичної астрономії, Кембриджський університет, Англія
- 1973 (один місяць): запрошений вчений, Міжнародний центр теоретичної фізики, Трієст, Італія
- 1973 (три місяці): запрошений вчений, Каліфорнійський технологічний інститут
- 1974 (один місяць): запрошений вчений, обсерваторія Прінстонського університету та Інститут перспективних досліджень у Прінстоні
- 1975—1976: Шермана Фейрчайлда, видатного вченого, Каліфорнійський технологічний інститут
- 1977 (один місяць): запрошений вчений, Інститут теоретичної астрономії, Кембридж, Англія
- 1976, 1977, 1978 (один місяць) запрошений вчений, обсерваторія Прінстонського університету та Інститут передових досліджень у Прінстоні
- 1979 (три місяці): запрошений вчений, кафедра астрономії, Каліфорнійський університет, Берклі
- 1980, 1981 (два місяці): запрошений вчений в обсерваторії Прінстонського університету та в Інституті передових досліджень у Прінстоні
- 1981—1982: Шермана Ферчайлда, видатного вченого, Каліфорнійський технологічний інститут
- 1989 (4 місяці): запрошений науковець у Центрі астрофізики Гарвардського університету
- 1994 (3 місяці): запрошений вчений в Institut d'Astrophysique (CNRS) у Парижі, Франція
- 1995 (3 місяці): запрошений вчений у Національній обсерваторії в Токіо, Японія
- 1967—1980: 10 коротких візитів до Астрономічної ради Академії наук СРСР у Москві

## Відзнаки та нагороди
На його честь названо астероїд (11755) Пачинський.
- 1979: Запрошена доповідь, XVII Генеральна асамблея Міжнародного астрономічного союзу, Монреаль
- 1980: Державна премія І ступеня[19]
- 1981: Медаль Карла Шварцшильда, Лекція К. Шварцшильда від Німецького астрономічного товариства
- 1982: Премія Фонду Альфреда Юржиковського, Нью-Йорк
- 1985: Medaille de l'Adion, Ніцца
- 1987: Медаль Еддінгтона від Королівського астрономічного товариства
- 1992: Премія Гейнемана
- 1995: Лекції Морріса Леба з фізики в Гарварді
- 1996: Джордж Дарвін прочитав лекцію Королівському астрономічному товариству в Лондоні
- 1996: Серія лекцій Рассела Маркера в Університеті штату Пенсільванія
- 1996: Нагорода Фундації польської науки
- 1997: Медаль Генрі Дрейпера від Національної академії наук
- 1998: Медаль Антуанетти де Вокулер і меморіальна лекція, Техаський університет
- 1999: Золота медаль Королівського астрономічного товариства. Золота медаль Королівського астрономічного товариства в Лондоні
- 1999: лектор Саклера в Каліфорнійському університеті, Берклі
- 1999: Томас Голд, викладач Корнельського університету
- 1999: Меморіальний лектор Марка Ааронсона, Університет Аризони
- 2000: Премія Бруно Россі від Відділу високих енергій Американського астрономічного товариства
- 2000: Лекції Л. Бірмана в Інституті астрофізики імені Макса Планка, Гархінг
- 2000: Медаль Мар'яна Смолуховського від Польського фізичного товариства
- 2000: Наукова премія ім. Миколая Коперника в області астрономії
- 2001: Мерл Кінгслі, почесний відвідувач Каліфорнійського технологічного інституту
- 2002: Лекція Галлея в Оксфордському університеті
- 2002: Медаль Кетрін Брюс від Тихоокеанського астрономічного товариства
- 2003: Лекція Сейферта в Університеті Вандербільта
- 2005: Почесний доктор Вроцлавського університету
- 2006: Доктор honoris causa Університету Миколи Коперника в Торуні[20]
- 2006: лектор Генрі Норріса Рассела. Найвища нагорода Американського астрономічного товариства за «надзвичайно оригінальний внесок у широке коло проблем, включаючи еволюцію зірок, гамма-спалахи, подвійні зіткнення, гравітаційне лінзування та космологію. Його дослідження є творчими та широкомасштабними, і вони дали поштовх спостережним дослідженням, які дали багато результатів».
- 2007: Командорський хрест із зіркою Ордена Відродження Польщі нагороджений посмертно[21]

## Членство в організаціях
- Польське астрономічне товариство (1961—2007)
- Міжнародний астрономічний союз (1967—2007)
- Американське астрономічне товариство (1969—2007)
- Німецька національна академія наук Леопольдина (1974—2007)
- Польська академія наук (член-кореспондент 1976—1991, академік 1991—2007)
- Королівське астрономічне товариство (1976—1977, асоційований член 1977—2007)
- Польське фізичне товариство (1978—2007)
- Американське фізичне товариство (1982—1986)
- Іноземний член Національної академії наук США (1984—2007)

## Пам'ять
- Польське астрономічне товариство присуджує Медаль Богдана Пачинського.

## Вибрані публікації
- B. Paczynski (1986-02), Gravitational microlensing at large optical depth (англ.), т. 301, с. 503—516, doi:10.1086/163919
- B. Paczynski (1986-05), Gravitational microlensing by the galactic halo (англ.), т. 304, с. 1—5, doi:10.1086/164140
- B. Paczynski (1986-09), Gamma-ray bursters at cosmological distances (англ.), т. 308, с. L43—L46, doi:10.1086/184740
- Bohdan Paczyński (2006-12), Astronomy with Small Telescopes (англ.), т. 118, № 850, с. 1621—1625, doi:10.1086/510260, JSTOR 10.1086/510260